# 奥德·马丁森
奥德·马丁森（挪威語：Odd Martinsen，1942年12月20日—），挪威男子越野滑雪运动员。他曾代表挪威参加1968年和1976年冬季奥林匹克运动会越野滑雪比赛，共获得一枚金牌和二枚银牌。